# Ahmad Benali
Pour les articles homonymes, voir Benali.
Ahmad Benali (en arabe : احمد بن علي), né le 7 février 1992 à Manchester, est un footballeur anglais, devenu international libyen.
Il évolue habituellement comme milieu de terrain.

## Carrière
Ahmad Benali joue successivement dans les équipes suivantes : Manchester City FC, club où il est formé mais où il ne joue jamais avec l'équipe première, Rochdale AFC, Brescia Calcio en Italie, US Città di Palermo et Delfino Pescara 1936.
Sélectionné en équipe d'Angleterre des moins de 17 ans, il intègre en 2012 l'équipe de Libye de football.